# LAV-25
El LAV-25 es un vehículo de combate de infantería (IFV) anfibio de ocho ruedas usado por el Cuerpo de Marines de los Estados Unidos. Fue fabricado por General Dynamics Land Systems Canada y está basado en la familia de vehículos blindados MOWAG Piranha I 8x8 de fabricación suiza.

## Antecedentes
Desde la administración Carter el US Army y USMC evaluaban el empleo de blindados con ruedas en lugar de cadenas. El menor coste de mantenimiento y operativo, el menor peso y la facilidad de operarlos encajaba en el concepto de las Fuerzas de Despliegue Rápido que en ese momento se diseñaban para operar una fuerza conjunta en caso de crisis en el Golfo Pérsico.
El diseño del USMC estaba condicionado por la doctrina de asalto y organización de los Marines. El vehículo debía ser suficientemente ligero para ser transportado por los CH-53, suficientemente pesado para ofrecer protección y tener potencia de fuego suficiente. Lo que se exigía al diseño era:
- Movilidad estratégica: alcanzar rápidamente el teatro de operaciones. Esto supone tanto transportado en aviones como desplegado desde los buques anfibios de asalto.
- Movilidad táctica: anfíbio con un mínimo de preparación, gran movilidad en cualquier terreno.
- Potencia de fuego: potencia de fuego que otorgue la superioridad ante otros medios blindados de su categoría y posibilite su supervivencia.

En 1982 cuando la Marina encargó el diseño de un vehículo de transporte de personal anfibio a diferentes empresas. Finalmente fue la empresa canadiense General Motors quien ganó el concurso con un desarrollo del vehículo suizo Mowag. Entre los años 1982 y 1987 se encargaron 758 unidades entre las seis variantes del vehículo.

## Variantes

### LAV-25
El LAV-25 estándar está equipado con una torreta con giro de 360° armada con un cañón de cadena M242 Bushmaster de 25 mm con 420 proyectiles de munición tanto M791 APDS-T (Armour Piercing Discarding Sabot-Tracer; perforador de blindaje con sabot desechable-trazador) como M792 HEI-T (High Explosive Incendiary-Tracer; alto poder explosivo incendiario-trazador), de los cuales la mitad está listo para su uso. 150 proyectiles están listos para ser usados en un compartimento de almacenamiento, 60 en otro compartimento, y los otros 210 están guardados en otro lugar del vehículo. También tiene una ametralladora M240C coaxial junto al cañón M242, y monta otra ametralladora M240 G/B con 1.320 proyectiles de 7,62 mm en un afuste en el techo de la torreta. El Ejército Canadiense usa este chasis para su vehículo de reconocimiento Coyote.

### LAV-25A1
Este vehículo sufrió diversos cambios y mejoras durante los años 1990. La nueva modificación llamada SLEP ha cambiado el LAV-25 al estándar LAV-25A1.

### LAV-25A2

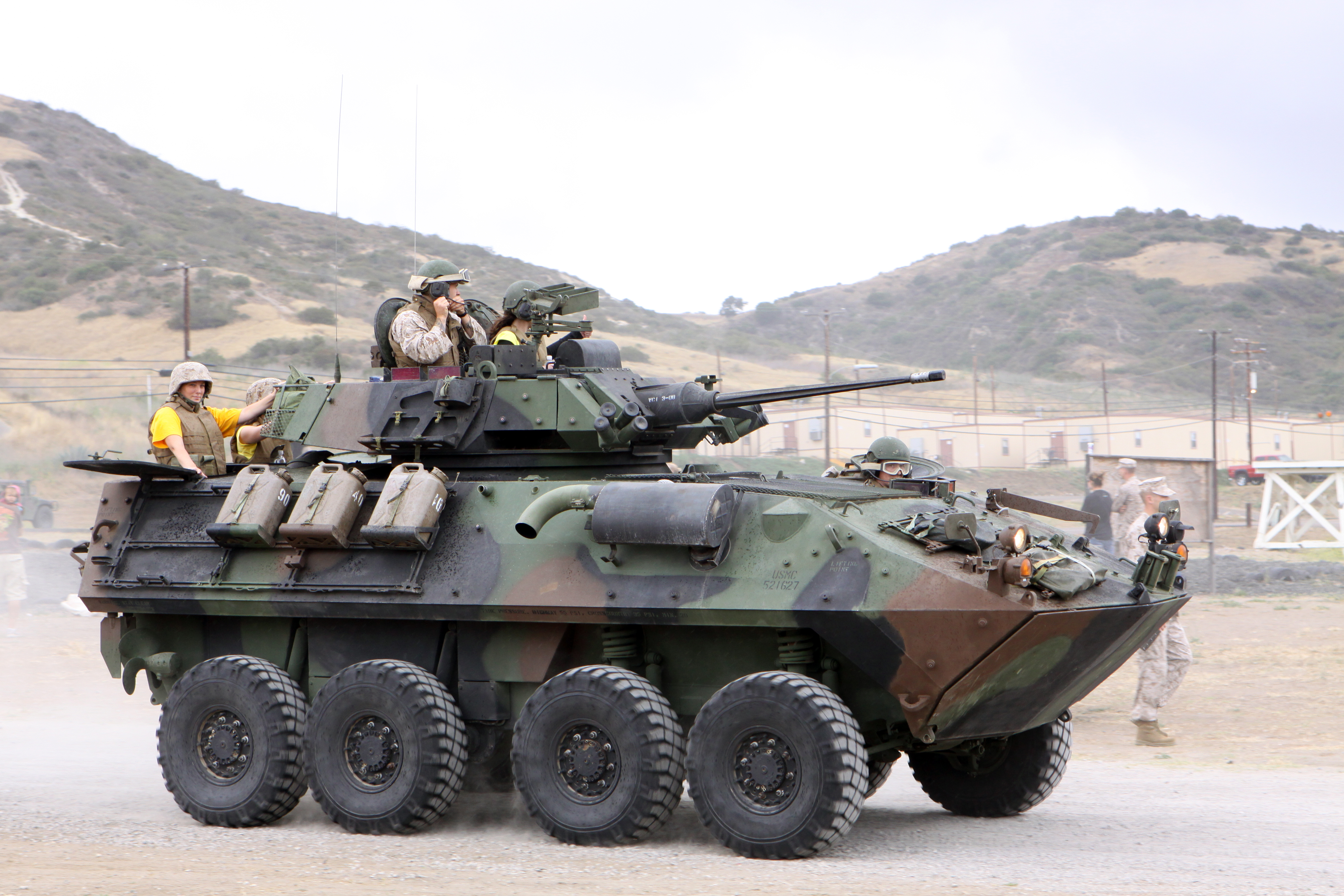
LAV-25A2.

### Derivados
- LAV-AT (Anti-Tank - antitanque). LAV equipado con un lanzador de misiles antitanque Emerson 901A1 TOW-2, la misma torreta que fue equipada en el M901 ITV. También está armado con una ametralladora M240E1 montada en un afuste. Porta un total de 16 misiles TOW y 1000 cartuchos de 7,62 mm para la ametralladora.

- LAV-M (Mortar - mortero). LAV provisto de puertas abatibles en el techo, en el interior monta un mortero de 81 mm, con giro de 360°, y también tiene una ametralladora M240E1 en afuste. Porta 99 municiones de mortero 81 mm y 1000 proyectiles 7,62 mm.

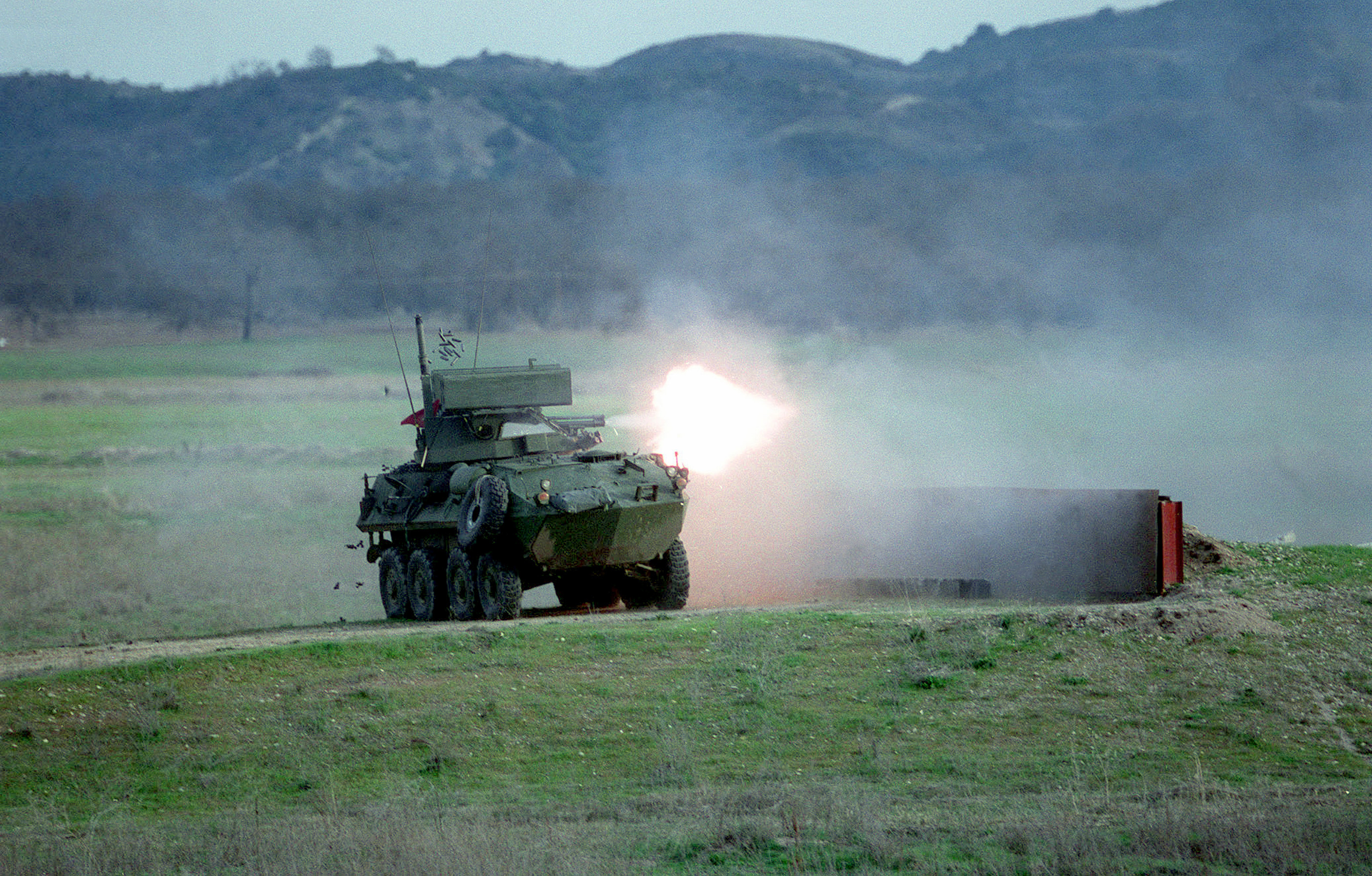
LAV-AD durante un ejercicio.

- LAV-AD (Air Defense - defensa aérea). LAV equipado con una torreta eléctrica provista de un cañón rotativo de 5 cañones General Dynamics GAU-12 Equalizer de 25 mm y con dos contenedores de misiles cada uno con 4 misiles antiaéreos FIM-92 Stinger para labores de defensa aérea de corto alcance (SHORAD). Tiene capacidad para 990 proyectiles de 25 mm y 16 misiles FIM-92 Stinger (8 de éstos son de recarga). Esta variante fue retirada de servicio. Fue desarrollada una variante con misiles Mistral en lugar de Stingers para el mercado de exportación.[1]

- LAV-R (Recovery - recuperación). LAV equipado con una grúa de brazo y un cabrestante de recuperación, para recuperar otros vehículos, en particular otros LAV. Está armado con una ametralladora M240 E1/G en afuste con 1000 cartuchos 7,62 mm.

- LAV-C2 (Command & Control - mando y control). LAV con techo elevado para albergar varios equipos de radio VHF, UHF y HF. Está armado con una ametralladora M240 E1/G en afuste, con 1000 proyectiles de 7,62 mm. También es llamado C2 ("C-square" o "C-two").

- LAV-LOG (Logistics - logística). LAV modificado para funciones de logística (por ejemplo, transporte de carga).

- LAV-MEWSS (Mobile Electronic Warfare Support System - sistema móvil de apoyo a la guerra electrónica). LAV modificado para funciones de guerra electrónica. Los detalles específicos de esta variante son información clasificada.

- LAV-EFSS (Expeditionary Fire Support System). Propuesta de reemplazo para el LAV-M, previsto para usar el sistema de mortero de 120 mm sin retroceso Dragon Fire.

## Usuarios del LAV-25
Los Marines equiparon con LAV-25 a cuatro batallones acorazados ligeros, asignando uno a cada división. La misión encomendada era exploración, transporte y apoyo a la infantería. El LAV-25 se ha especializado, apareciendo numerosas versiones para responder a las necesidades de los Marines: antitanque, portamorteros, recuperación, antiaérea, puesto de mando, etc. Los Marines han comprado más LAV-25 y han tratado de poner al día la flota altamente usada comprada inicialmente.
Los LAV-25 fueron utilizados por primera vez en combate durante la invasión de Panamá en 1989. El USMC lo empleó también en combate en la guerra del Golfo, la guerra de Irak y la guerra en Afganistán.
El LAV-25 es también empleado por el ejército de Australia (ASLAV) y la Guardia Nacional de Arabia Saudita.

### Desarrollos relacionados
- Piranha I
  -  AVGP
  -  LAV-25
    -  ASLAV
- Piranha II
  -  Bison
  -  Coyote
- Piranha IIIH
  -  LAV III
    -  Stryker
    -  NZLAV
- Piranha IV

### Vehículos similares
- FNSS PARS
- VBCI
- BTR-90
- Boxer MRAV
- Patria AMV
- VBM Freccia
- Pandur II
- BTR-3